# Catherine Bourne
Der Catherine Bourne ist ein Wasserlauf in Hertfordshire, England. Er entsteht südwestlich von Shenley und fließt in westlicher Richtung bis zu seiner Mündung den Tykes Water im Norden von Radlett.